# Kleinheringen
Kleinheringen ist ein Ortsteil von Bad Kösen, einem Stadtteil der Stadt Naumburg/Saale im Burgenlandkreis in Sachsen-Anhalt.

## Lage
Kleinheringen liegt am Ostufer der Saale in der Nähe der Mündung der Ilm. Dort zweigt von der Bahnstrecke Berlin – Erfurt die Strecke nach Saalfeld und München ab. Die Landesstraße 203 und die Landesstraße 1061 verbinden Thüringen mit Sachsen-Anhalt, denn dort endet Thüringen und beginnt das Land Sachsen-Anhalt. Die Muschelkalk-Saaleanhöhen eignen sich in den Südlagen besonders für Wein- und Obstanbau.

## Geschichte

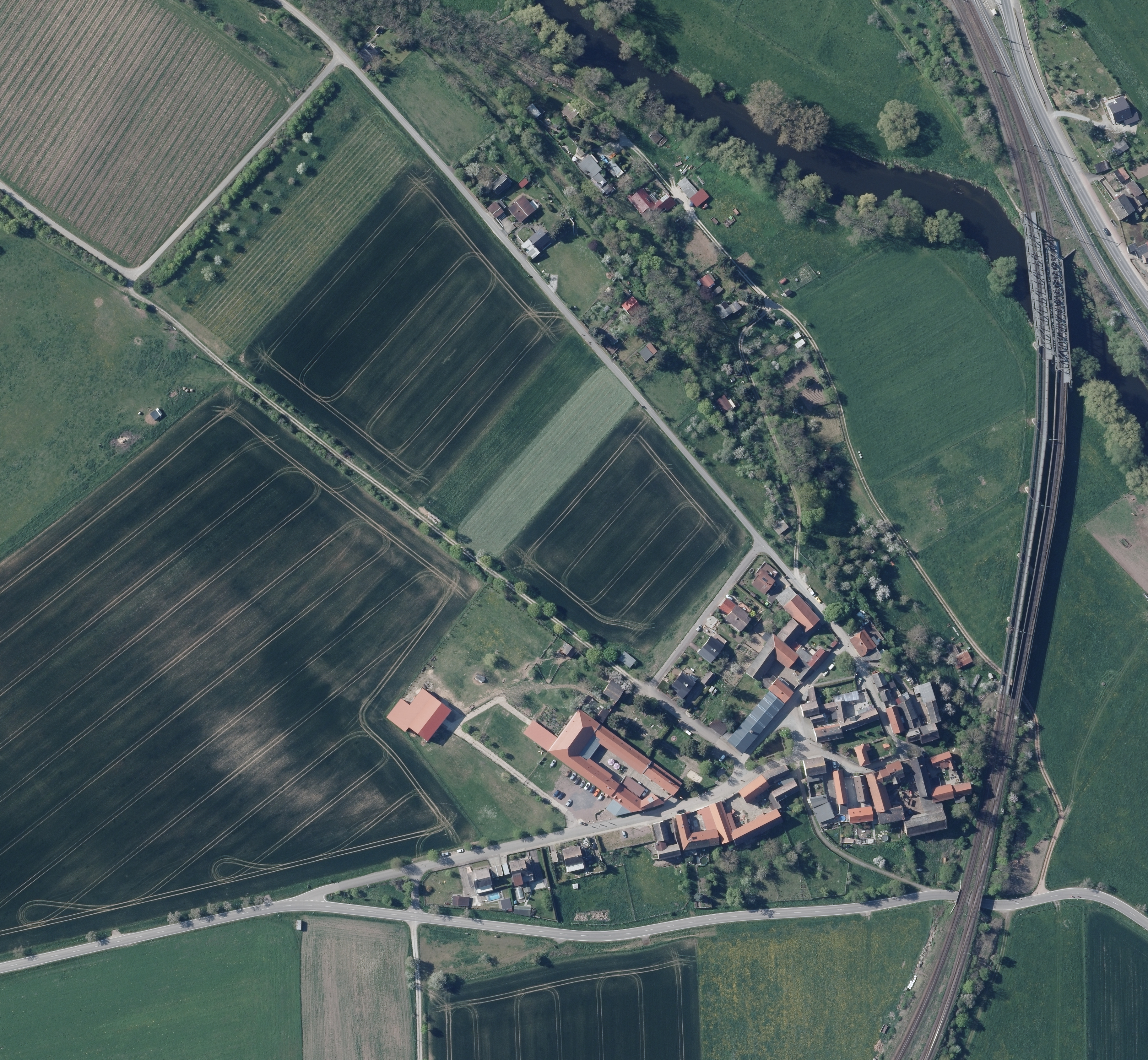
Luftaufnahme Kleinheringen im Mai 2016

Kleinheringen wurde am 12. Februar 1344 erstmals urkundlich erwähnt. Der Ort gehörte zum Besitz der Schenken von Saaleck aus dem Haus der Schenken von Vargula. 1344 veräußerten sie Kleinheringen mit der Burg Saaleck an die Naumburger Bischöfe, welche aus dem zur Burg gehörigen Gebiet das Amt Saaleck bildeten. Dieses kam im Jahr 1544 an das zum Hochstift Naumburg gehörige Amt Naumburg und mit diesem im Jahr 1564 an das Kurfürstentum Sachsen.
Ein Gabriel Heuwich aus Kleinheringen war 1652 in einen Hexenprozess verwickelt, in welchem ihm Segensprechen und Wahrsagerei vorgeworfen wurden. Der Ausgang ist nicht überliefert.
Kleinheringen gehörte als Teil des Amts Naumburg zwischen 1656/57 und 1718 zum kursächsischen Sekundogenitur-Fürstentum Sachsen-Zeitz, danach zum Kurfürstentum Sachsen und ab 1806 zum Königreich Sachsen. Nach dem Beschluss des Wiener Kongresses im Jahr 1815 wurde der Ort an das Königreich Preußen abgetreten und dem 1818 neu gebildeten Kreis Naumburg im Regierungsbezirk Merseburg der Provinz Sachsen zugeteilt. Mit dem Übergang zu Preußen wurden bei der Aufhebung alter Besitzverhältnisse 17 Häuser urkundlich erwähnt.
Durch den Ort führte über viele Jahrhunderte eine bedeutende Fernhandelsstraße, die sogenannte „Salzstraße“, welche hier die Saale an einer Furt überschritt. Erst 2019 wurden hier südlich des Ortes in Richtung Rödigen ein steinzeitlicher Siedlungs- und Kultort, wie auch die mittelalterliche Wüstung Neschwitz entdeckt.
Im Ort befindet sich eine Filialkirche, die lange Zeit der Mutterkirche in Saaleck unterstand. Eingepfarrt waren die Orte Rödigen und Kaatschen. Im Jahre 1539 fand hier die Reformation statt. Seitdem ist die Kirche evangelisch-lutherisch.
Am 1. Januar 1991 wurde der Ort in Bad Kösen und zu Beginn des Jahres 2010 mit Bad Kösen in Naumburg (Saale) eingemeindet.

## Sehenswürdigkeiten

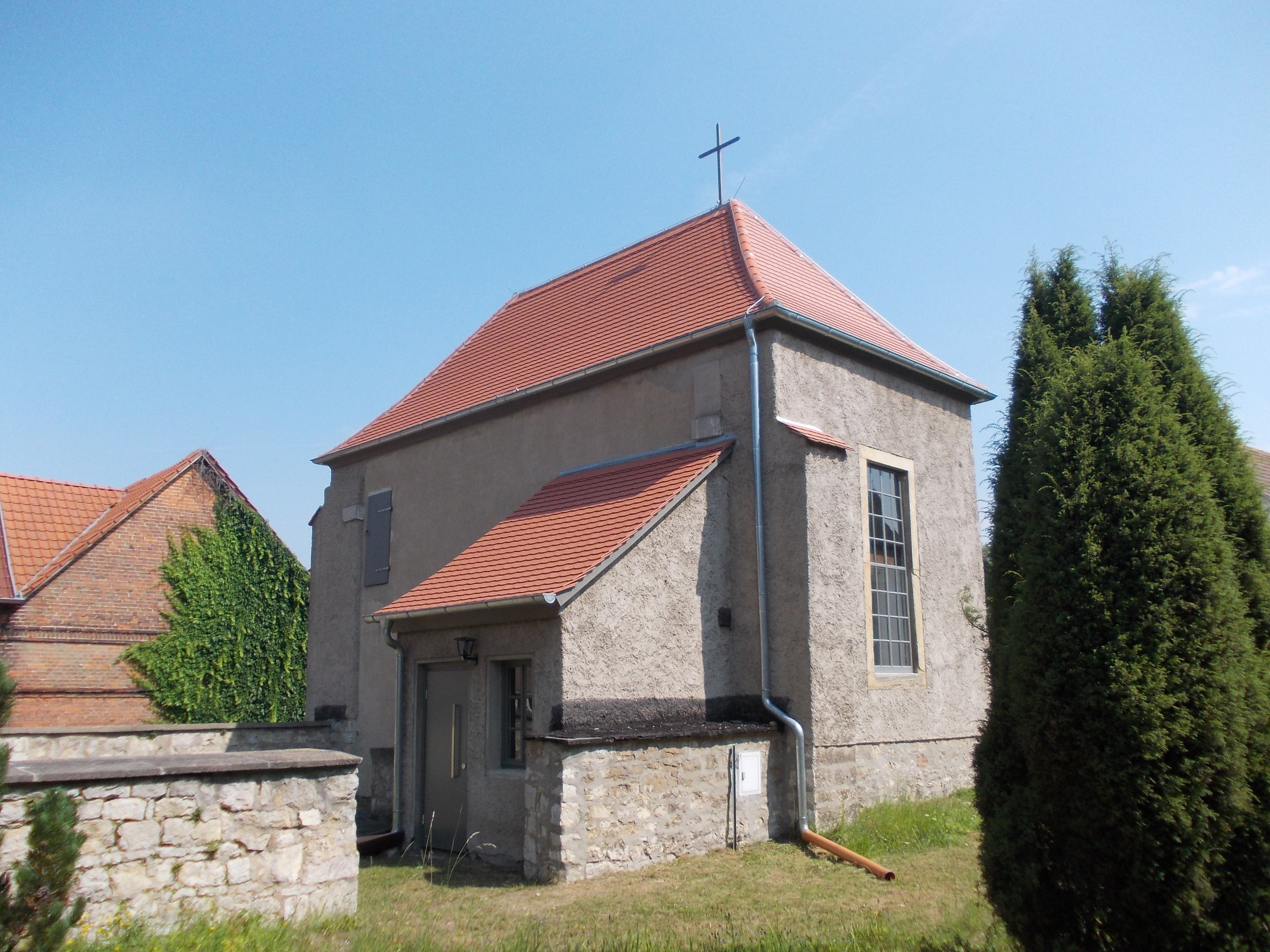
Kirche in Kleinheringen

- Kirche in KleinheringenIm Jahr 1724 wurde die evangelische Kirche gebaut. Am 10./11. April 1945 wurde sie nach Beschuss während der Belagerung von Amerikanern stark beschädigt. Nach der Verwitterung durch Regen, Schnee und Wind wurde sie im April 1970 abgerissen. Der Turmbereich wurde mit einem neuen Dach versehen und dient heute als Gedenkraum. 2012 wurde dieser Raum saniert und das Dach neu eingedeckt.[9]
- Nach der Wende wurde der Museumsgutshof Sonnekalb eingerichtet. Hier entstanden aus dem ehemals landwirtschaftlich genutzten Gutshof ein Hotel, Restaurant und Tourismusinformationszentrum. Außerdem wurde aus historischen landwirtschaftlichen Geräten ein Museum eingerichtet.
- Kriegerdenkmal Kleinheringen, Stelengruppe

## Wirtschaft und Infrastruktur
Neben dem Museumsgut existieren in dem kleinen Ort zwei weitere Betriebe, die Bauschlosserei Gneiße und der Kleinheringer Automatenvertrieb GmbH.

## Persönlichkeiten
Der Tanzlehrer, Komponist und Musiker Pantaleon Hebenstreit (1668–1750) wurde in Kleinheringen geboren.